# Mitzvah Tantz
La Mitzvah Tantz (« Mitzvah » de l'hébreu « commandement » et « Tantz », du yiddish « danse ») est une coutume hassidique qui clôt le festin de mariage.

## Une coutume ancienne
Bien que cette danse traditionnelle soit appelée une « Mitzvah » ou commandement, elle est de fait une coutume très ancienne.
Elle est antérieure au Hassidisme moderne. On trouve une mention déjà à l'époque des Tossafistes, les disciples de Rachi. Le Mahzor Vitry (portant le nom de Vitry-le-François), la mentionne. Le Talmud (Ketuvot) pose la question : Ketsad Merakdim Lifnei Hakallah (« Comment doit-on danser devant la mariée? »). Il est bien marqué danser « devant » et non « avec »! Pour les Hassidim, c'est un honneur particulier de danser devant la mariée, et de réjouir les nouveaux époux.

## Le déroulement de la danse
En général le nombre de ceux qui participent directement - il n'est pas question ici des spectateurs - à la Mitzvah Tantz est limité, même si cette danse peut durer jusqu'à des heures. Seuls ceux qui sont très proches auront le droit d'être appelés à participer ou alors ceux qui ont une réputation de prestige comme les Rebbes. Chez les Hassidim, on anticipe ce moment. La Mitzva Tantz représente la joie pure mêlée à l'émotion, particulièrement lorsque des noms de proches disparus sont évoqués. Ils ont aussi été invités au mariage. Ils sont présents dans le cœur et l'esprit.
Cette danse a lieu à la fin du repas suivant le mariage religieux. Le plus souvent, elle a lieu très tard dans la soirée, et parfois, jusqu'aux petites heures du matin. À part les mariages qui ont lieu dans les dynasties hassidiques ou les Hassidim sont présents ; en général, vue l'heure tardive, la famille et les proches seuls restent pour y assister. Les hommes et femmes qui étaient séparés au festin de mariage maintenant prennent place dans le même cadre, d'un côté les hommes, de l'autre les femmes. Lorsque l'événement est célébré en grande pompe et avec une foule considérable, les hommes assistent en bas et les femmes observent des galeries.
Avant d'être appelé individuellement ou en groupe (par exemple, des frères s'ils sont nombreux danseront ensemble), le nom ou les noms sont annoncés dans un chant traditionnel décrivant les qualités de cet individu ou de ces individus. Tout le monde écoute, admirant au passage les subtilités et la poésie. La personne désignée s'avance et souvent souhaite L'Chaim aux parents des nouveaux mariés. On lui tend alors un côté du gartl, la ceinture de prière, qui peut être très longue. L'autre côté du gartl est tenu par la mariée. Elle reste immobile [c'est elle qui reçoit l'hommage] et observe de l'autre côté l'homme danser devant elle. La musique et le battement des mains, les chants accompagnent cette danse. La durée varie. Une fois cette danse terminée, une ronde prend place avec le marié [qui jusque-là était aussi lui spectateur, et qui lui aussi a « l'obligation » de danser devant la mariée] et des proches du couple. On passe au suivant et ainsi de suite. Les personnes les plus importantes vont passer en dernier, par exemple, des frères, des oncles. Puis c'est au tour du père du marié. Puis du père de la mariée, qui tient les mains de sa fille. Le couronnement attendu est en dernier. Le jeune couple va danser ensemble en se tenant les mains. C'est un moment de ferveur et d'émotion.